# Kroktjärnen (Färila socken, Hälsingland)
Kroktjärnen är en sjö i Ljusdals kommun i Hälsingland och ingår i Ljusnans huvudavrinningsområde. Sjön har en area på 0,143 kvadratkilometer och ligger 354,3 meter över havet.

## Delavrinningsområde
Kroktjärnen ingår i det delavrinningsområde (688425-147517) som SMHI kallar för Utloppet av Södra Storsjön. Medelhöjden är 386 meter över havet och ytan är 29,77 kvadratkilometer. Det finns inga avrinningsområden uppströms utan avrinningsområdet är högsta punkten. Björkån som avvattnar avrinningsområdet har biflödesordning 2, vilket innebär att vattnet flödar genom totalt 2 vattendrag innan det når havet efter 182 kilometer. Avrinningsområdet består mestadels av skog (75 procent). Avrinningsområdet har 3,33 kvadratkilometer vattenytor vilket ger det en sjöprocent på 11,2 procent.